# 402-es busz (Kecskemét)
A kecskeméti 402-es jelzésű autóbusz a Széchenyi tér - Budai úti Tesco Áruház - Máriahegy - Margaréta Otthon - Széchenyi tér útvonalon közlekedik körjáratként. A viszonylatot a Kecskeméti Közlekedési Központ megrendelésére az Inter Tan-Ker Zrt. üzemelteti.

## Története
?–2000: Széchenyi út – Budai út forduló
2000-től: Széchenyi tér – Tesco
2008. március 1-jétől: Iskolai előadási napokon a Széchenyi térről 5.45, 11.15, 13.15, 17.15, 18.15, 19.15, 20.15 és 21.45 órakor induló járatpárok nem közlekednek. Tanszünetben munkanapokon a Széchenyi térről 5.45, 11.15, 13.15, 17.15, 18.15, 19.15, 20.15 és 21.45 órakor induló járatpárok nem közlekednek. Szabad- és munkaszüneti napokon a Széchenyi térről 5.15–21.15 között óránként indulnak járatok (utolsó járatpár 22.20-kor indul).
2008. június 14-től: A Széchenyi térről naponta 5.45 órakor új járatpár közlekedik, szabad- és munkaszüneti napokon a 6.15 órai járatpár megszűnik.
2025. július 1-től: A járat meghosszabbítva közlekedik Széchenyi tér - Tesco - Máriahegy - Margaréta Otthon - Széchenyi tér útvonalon. Hétköznap óránként .55-kor, valamint 4.40, 20.15 és 22.30 órakor, hétvégén a páros órákban .25-kor, valamint 4.40 és 22.30 órakor indulnak járatok. Betétjáratai rövidítve, csak a Margaréta Otthon - Széchenyi tér útvonalon közlekednek váltakozó időpontokban.

## Útvonala
| Széchenyi tér felé |
| --- |
| Széchenyi tér vá. - Kápolna utca - Irinyi utca - Március 15. utca - Budai út - Tesco bekötőút - Ladánybenei út - 445-ös főút - Nyíri út - Károly Róbert körút - Margaréta Otthon - Margaréta utca - Szentgyörgyi Albert utca - Nyíri út - Március 15. utca - Irinyi utca - Kápolna utca - Széchenyi tér vá. |

A félkövérrel szedett útvonal a 402 Margaréta Otthon - Széchenyi tér betétjárat útvonala.

## Megállóhelyei
| 0  | Széchenyi tér végállomás | 13 | 2, 2A, 2D, 2S, 3, 4, 4A, 4C, 5, 6, 7, 7C, 9, 11, 11A, 12, 13, 13D, 13K, 14, 16, 18, 20, 20H, 23, 23A, 28, 29, 34A, 169, 916 |
| 3  | Szent Imre utca          | 10 | 3, 4, 12, 14, 20, 20H, 29, 34A                                                                                              |
| ∫  | Balaton utca             | 9  | 3, 12, 20, 20H, 34A |
| 5  | Irinyi utca              | 8  | 4, 12, 14, 14D, 22, 34, 350 Helyközi buszok                                                                                 |
| 6  | Szent Család Plébánia    | 7  | 4, 12, 14, 14D, 22, 34, 350                                                                                                 |
| 7  | Március 15. utca         | 6  | |
| 8  | Benzinkút                | 4  | |
| 9  | Autójavító               | 3  | |
| 10 | Ladánybenei elágazás     | 2  | Helyközi buszok Távolsági járatok                                                                                           |
| 12 | Tesco végállomás         | 0  | |